# Knivsta station

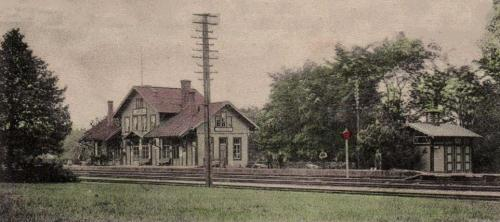
Knivsta järnvägsstation 1901

Knivsta är en järnvägsstation i Knivsta kommun i Uppsala län. Den trafikeras av Mälartåg och Stockholms pendeltåg. Till december 2012 trafikerades den även av Upptåget, men då förlängdes en av Stockholms pendeltågslinjer till Uppsala och lokaltågstrafiken övertogs av SL.
År 1866 drogs Norra stambanan förbi Knivsta och 1876 anlades den nuvarande stationen på marker tillhöriga Särsta gård. Den uppfördes i den då mycket populära schweizerstilen och ritades av Adolf W. Edelsvärd. Byggstilen kallades Habomodellen och flera stationer uppfördes i samma stil, till exempel Bodafors, Björneborg, Lammhult och Tenhult. Stationshuset moderniserades första gången 1929. Huset är privatägt och utgör inte längre väntsal för passagerare.
Knivsta är en stor pendlarort och trycket på stationen är hårt. I de diskussioner som förs om en utbyggnad av fyrspårsförbindelse mellan Myrbacken strax söder om Knivsta och norrut mot Uppsala har flera olika alternativ för stationshuset förts fram, till exempel flytt eller rivning.
I anslutning till järnvägsstationen uppfördes 2013-2014 ett mindre resecentrum.

## Galleri

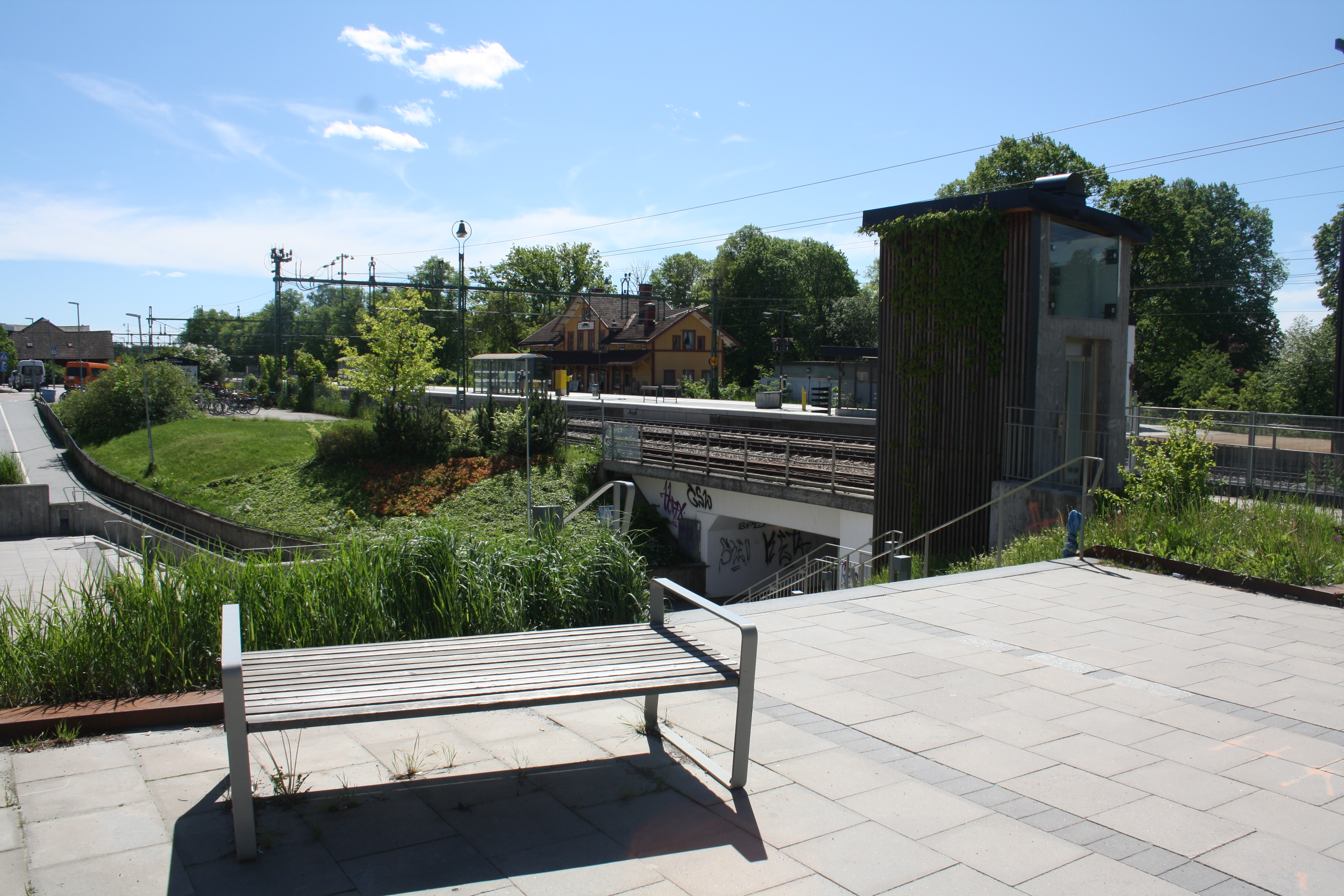
Stationsområdet
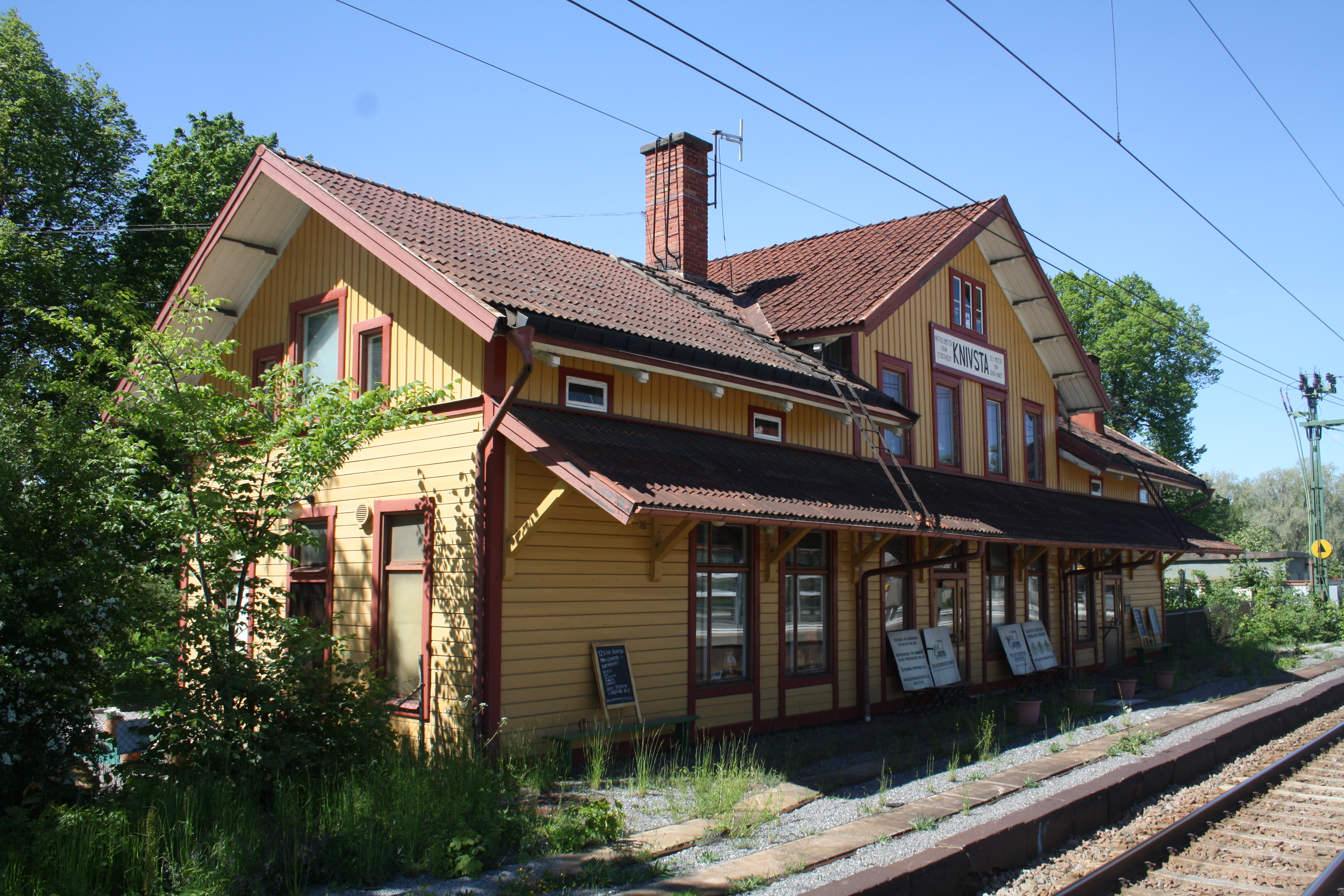
Stationshuset
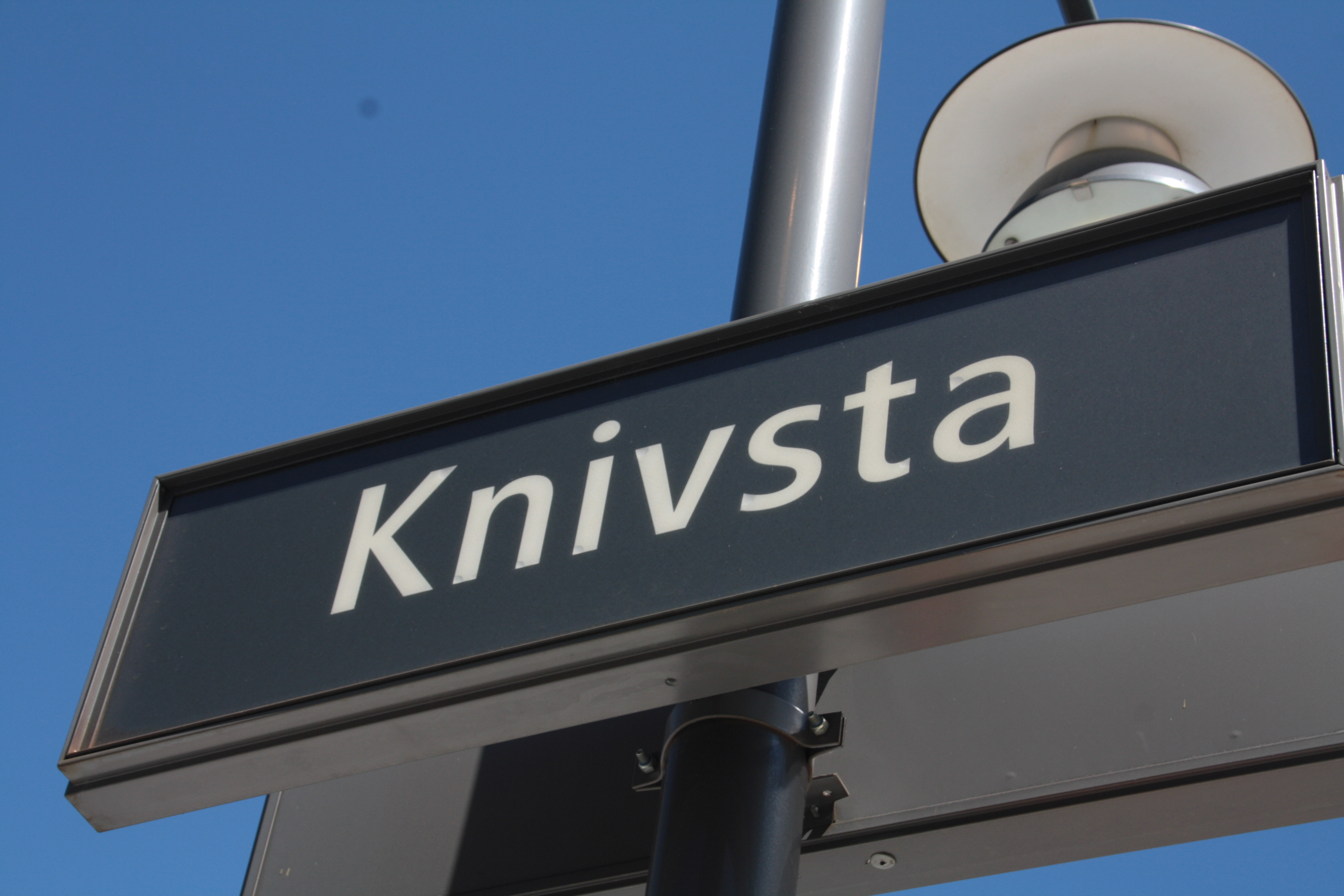
Stationsskylt
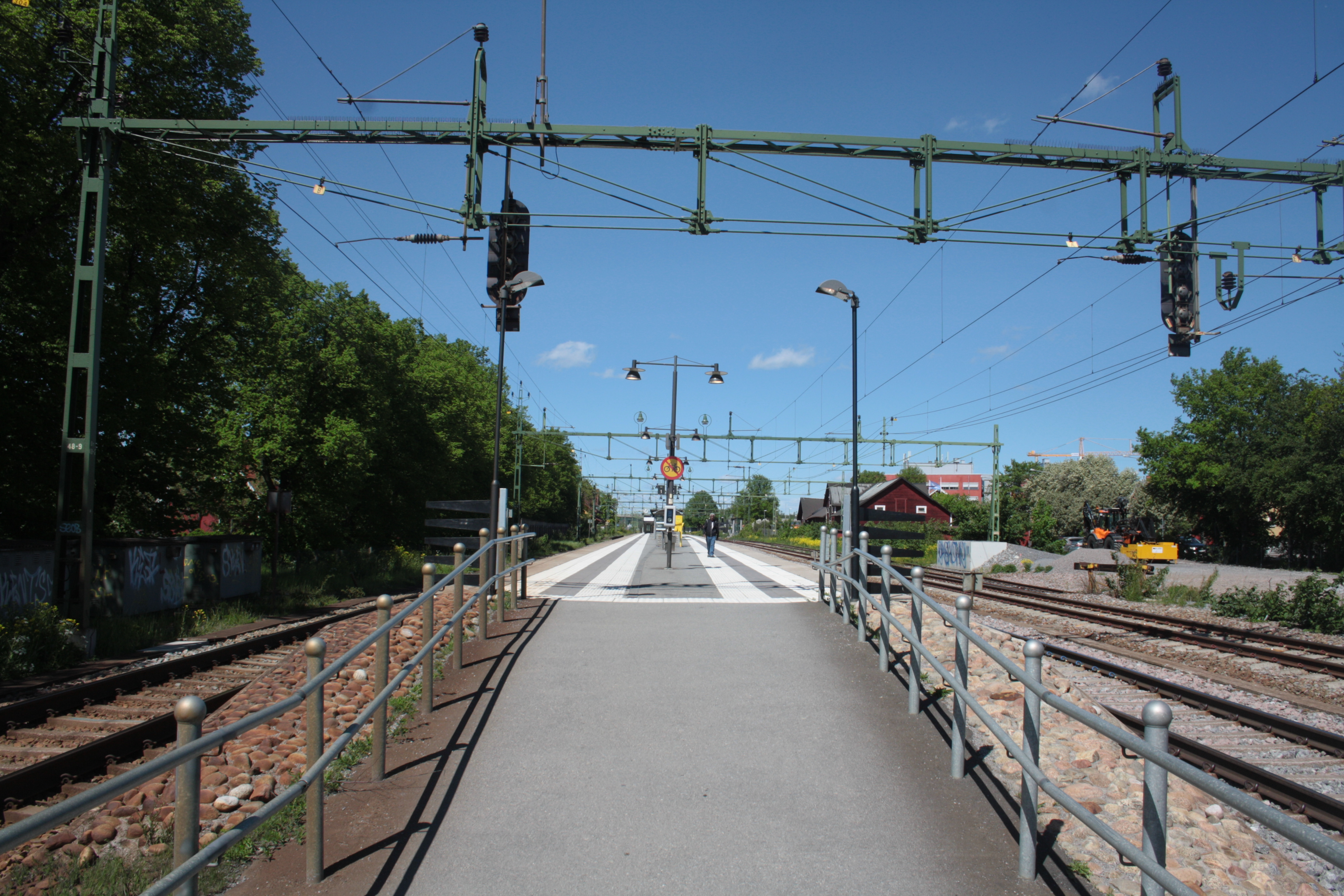
Perrongen
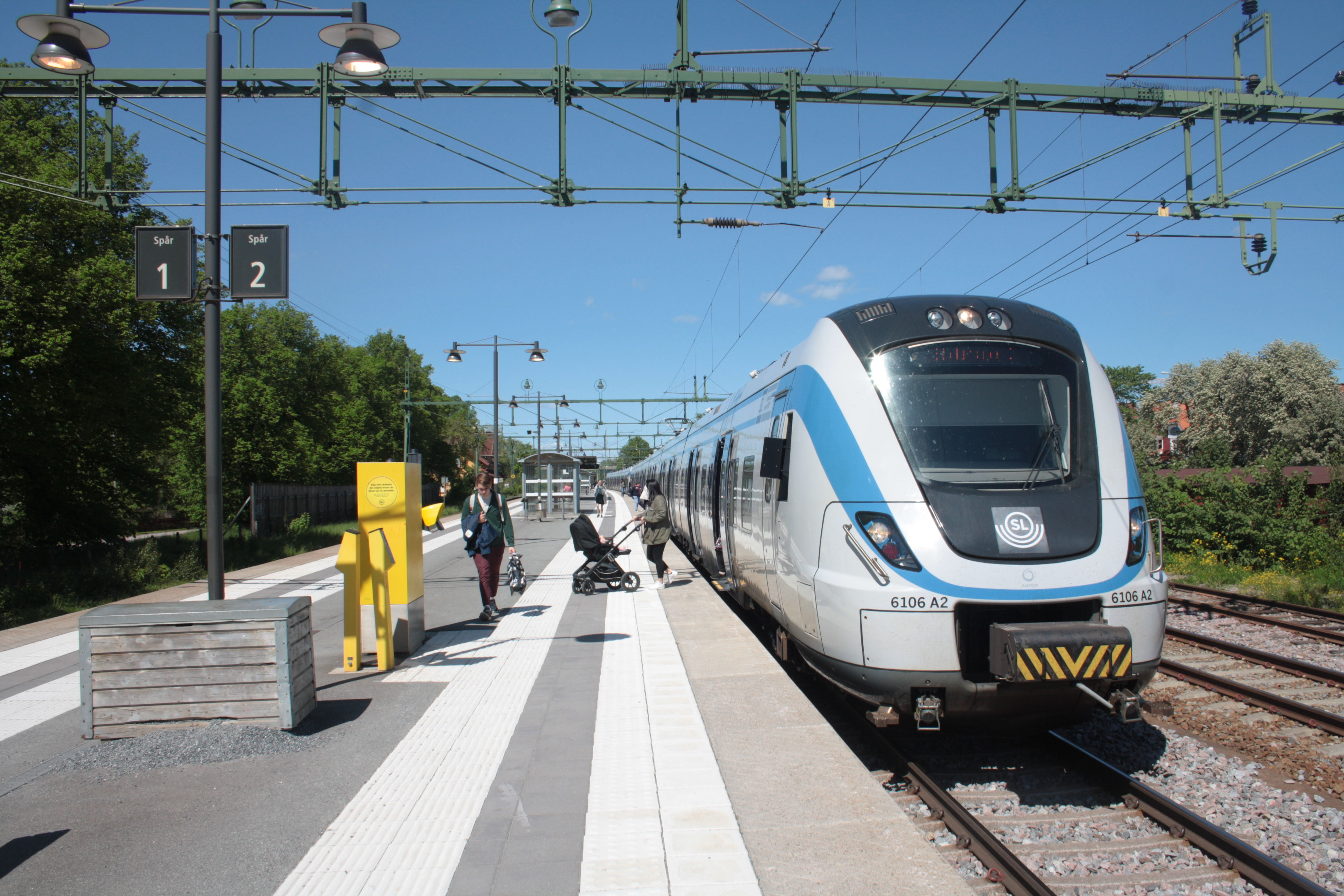
Perrongen